# Forest View
Forest View é uma aldeia localizada no estado americano de Illinois, no Condado de Cook.

## Demografia
Segundo o censo americano de 2000, a sua população era de 778 habitantes.
Em 2006, foi estimada uma população de 731, um decréscimo de 47 (-6.0%).

## Geografia
De acordo com o United States Census Bureau tem uma área de 3,0 km², dos quais 2,7 km² cobertos por terra e 0,3 km² cobertos por água.

## Localidades na vizinhança
O diagrama seguinte representa as localidades num raio de 4 km ao redor de Forest View.